# Johannes Koch (Schlagzeuger)
Johannes Koch (* in Regensburg) ist ein deutscher Schlagzeuger und Komponist, der vor allem für seine Jazz- und Rockband Live is Great, seine Auftritte als Sideman im Kira Linns Lintett und als Drummer der Indie-Rockband Paper & Places bekannt ist.

## Biografie
Johannes Koch wuchs in einem musikalischen Elternhaus auf und begann mit sechs Jahren Schlagzeug zu spielen. In seiner Jugend war er Mitglied der Indie-Band Paper & Places, mit der er 2013 das Album No Home bei Grand Hotel van Cleef veröffentlichte und in deutschen Radio- und Fernsehsendungen auftrat.
Nach der Auflösung der Band studierte Koch Jazz-Schlagzeug an der Hochschule für Musik Nürnberg und am Jazz-Institut Berlin. Er arbeitete als Sideman unter anderem mit Kira Linns Linntett, mit dem er mehrere Alben einspielte und auf internationalen Jazzfestivals wie Jazzahead, der Internationalen Jazzwoche Burghausen und der Jazz Rally Düsseldorf auftrat. Er kollaborierte zudem mit Musikern wie Jorge Rossy, Domenic Landolf, Rich Perry, Phillip Dornbusch, Phil Donkin und den Brüdern Julian und Roman Wasserfuhr sowie mit der Popband Bruckner.
Während der COVID-19-Pandemie begann Koch eigene Musik zu komponieren und gründete 2023 zusammen mit dem Gitarrist Johannes Mann, Asger Nissen (Saxofonist und Synthesizer) sowie E-Bassist Thorbjørn Stefansson die Band Life is Great. Ihr Debütalbum Option A erschien im Dezember 2024 bei Owl way Records. Die Musik des Quartetts kombiniert Indie-Rock-Elemente mit Jazz-Improvisationen und experimentellen Klängen. Koch selbst bezeichnet die Band als Rockgruppe mit Garagen-Sound, die sich von klassischen Jazz-Konventionen absetzt.
Mit Life is Great verfolgt Koch einen genreübergreifenden Ansatz, inspiriert durch Einflüsse von Indie-Rock, Jazzrock der 1980er Jahre sowie Popbands wie Men at Work und Vampire Weekend. Die Kompositionen auf Option A entstanden ursprünglich für die erste Tour der Band und wurden später mit Produzent Jonas Holle aufgenommen, um die Energie der Live-Auftritte einzufangen.

## Diskografie

### Alben mit Life is Great
- Option A (2024, Owl Way Records)

### Alben mit Kira Linn’s Lintett
- Illusion (2023, Whirlwind Recordings)
- A Traveller's Tale (2020, Laika Records)
- Nature (2017, Double Moon Records, Jazz Thing)

### Alben mit MTJQ
- MTJQ - Perfection (2020, Mons Records)

### Alben mit Paper & Places
- No Home (2013, Grand Hotel van Cleef)

### EPs mit Paper & Places
- To Berlin (2012, AdP Records)

### Singles mit Bruckner
- Ich Und Deine Freunde (2020, Columbia Records), auf dem Album Hier